# Cercospora eragrostidis
Cercospora eragrostidis är en svampart som beskrevs av McKenzie & Latch 1984. Cercospora eragrostidis ingår i släktet Cercospora och familjen Mycosphaerellaceae.   Inga underarter finns listade i Catalogue of Life.